# Adesmia aspera
Adesmia aspera es una especie de planta floral del género Adesmia, categorizada en la tribu Dalbergieae, de la subfamilia Faboideae.
Fue descrita por John Gillies, William Jackson Hooker y George Arnott Walker-Arnott. Aparece registrada y publicada en una sección del libro Botanical Miscellany 3: 190 de 1833.

## Distribución
Especie nativa de Argentina y Chile. Crece en el bioma subtropical.